# Герардо Старнина
Герардо ди Якопо Старнина (итал. Gherardo di Jacopo Starnina, около 1360, Флоренция(?) — до октября 1413, Флоренция) — итальянский художник XIV—XV века.

## Биография
О жизни художника известно довольно мало. Его отцом был Якопо по прозвищу Старна (итал. Starna — куропатка). Доступные историкам документы фиксируют деятельность художника с 1387 по 1409 год. Его имя впервые упоминается в 1387 году в архивах Компании Святого Луки во Флоренции, объединявшей живописцев. До XX века специалистам ничего не было известно о его сохранившихся работах. В то же время, Джорджо Вазари в «Жизнеописаниях» сообщает, что «было имя Герардо знаменитым во всей Тоскане и даже во всей Италии».
Согласно Вазари, Герардо был учеником Антонио Венециано. В начале своей самостоятельной деятельности во Флоренции он участвовал в росписи капеллы Кастеллани в базилике Санта-Кроче, где он, вероятно, помогал Аньоло Гадди и усовершенствовал своё искусство фресковой живописи.
Согласно тому же Вазари, Герардо пришлось покинуть Флоренцию после восстания чомпи 1378 года. Он отправился в Испанию, где для работы над фресками предпочитали приглашать итальянцев. Документы свидетельствуют о работе Герардо ди Якопо в Толедо в 1393 году и в Валенсии с 1395 по 1401 год.

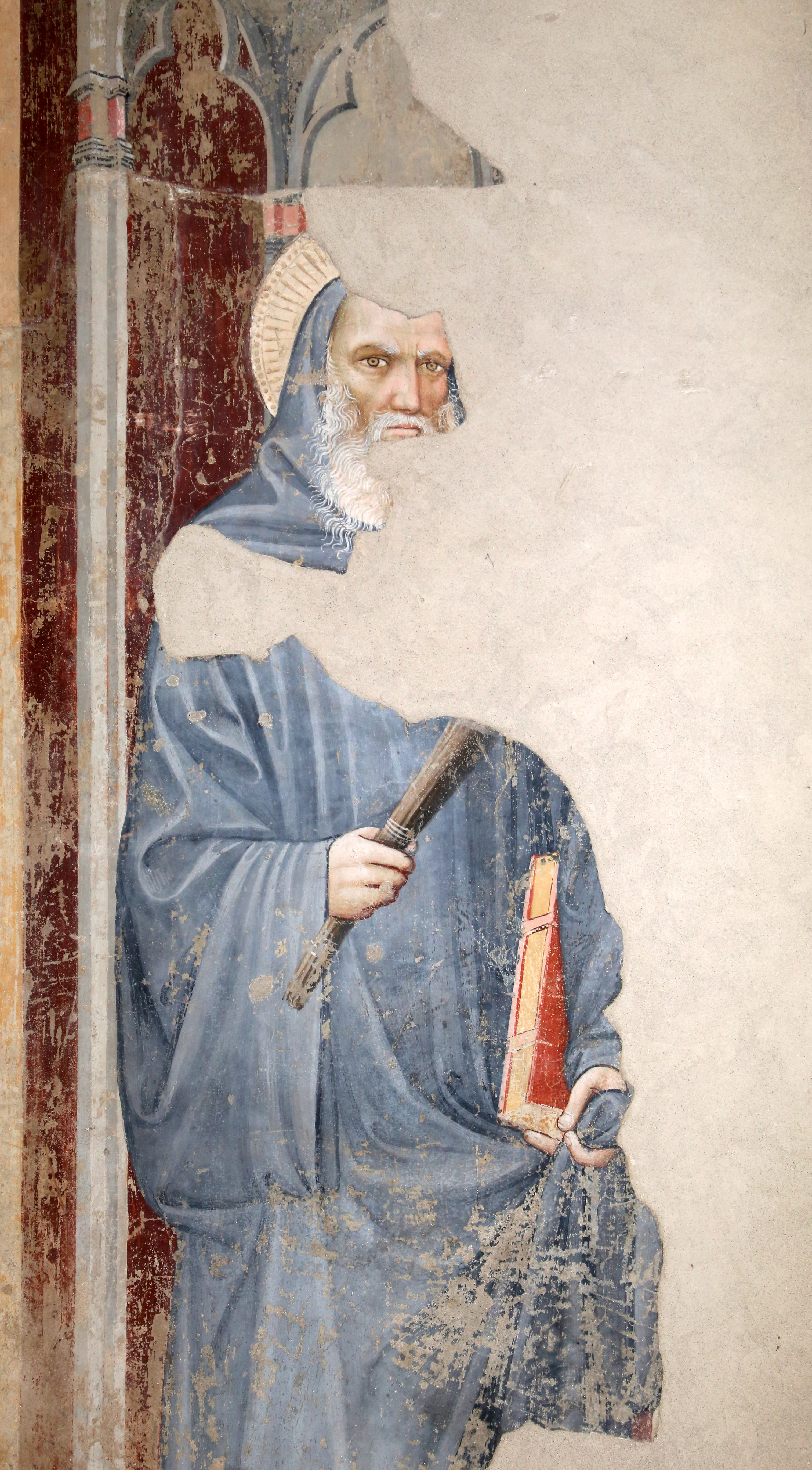
Святой Бенедикт. Фрагмент фрески в Санта-Мария-дель-Кармине (Флоренция)

Вазари сообщает, что в Испании Старнина приобрёл богатство и славу, и, когда вернулся на родину, вскоре стал получать заказы. Он расписал капеллу святого Иеремии в монастыре Санта-Мария-дель-Кармине, чем заслужил славу и во Флоренции, и за её пределами.

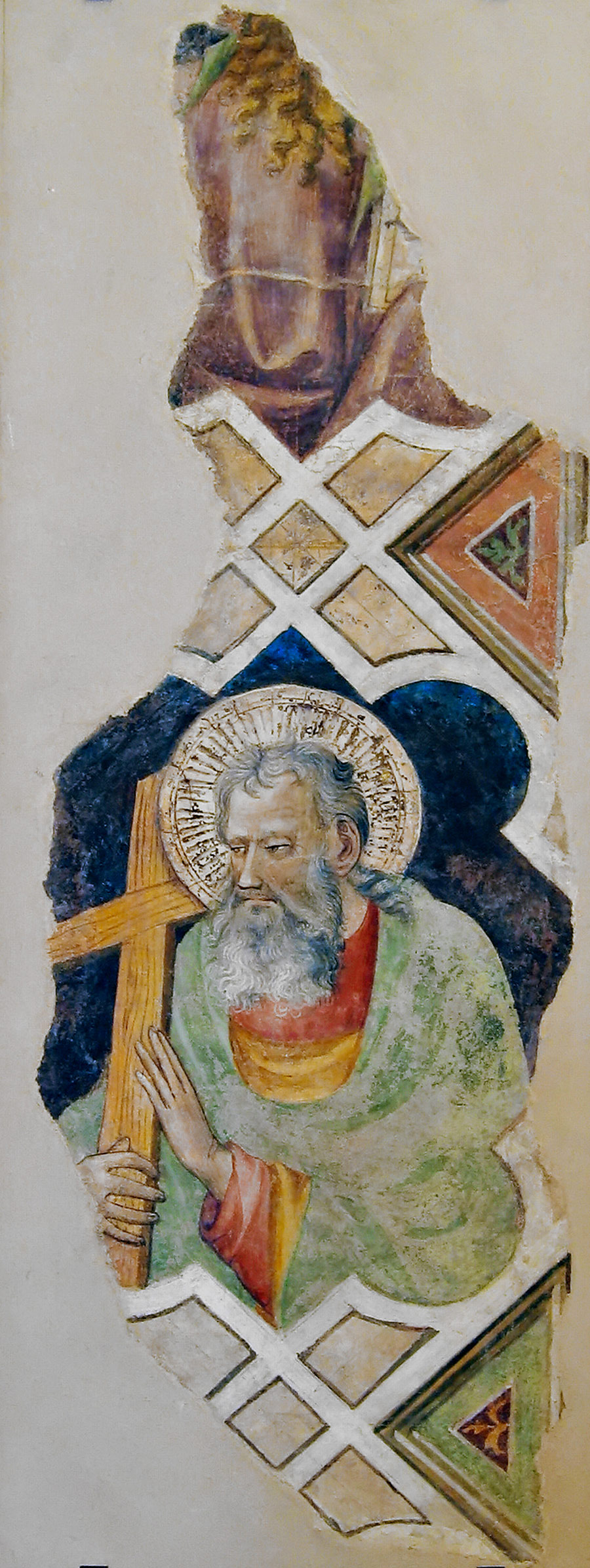
Святой Андрей и другой святой. Фрагмент фрески из церкви Санто-Стефано (Эмполи)

И эта, и другие фрески Старнины были утрачены, казалось бы, навсегда.
До XX века о предполагаемом стиле Старнины судили лишь по фрескам капеллы Кастеллани, которые Вазари приписал кисти молодого художника. Когда же было доказано, что главный автор этих фресок — Аньоло Гадди, а Герардо, вероятно, был лишь его помощником, никаких материальных оснований для суждений о его творчестве не осталось.
Лишь в 1932 году Уго Прокаччи (итал. Ugo Procacci) под слоем росписей XVIII века обнаружил фрагменты фресок Старнины в Санта-Мария-дель-Кармине.
Последней документированной работой Старнины (1409 год) стало украшение капеллы в церкви Санто-Стефано в Эмполи. Фрагменты этих фресок были открыты Прокаччи в 1943 году. В настоящее время они хранятся музее церкви Сант-Андреа (Эмполи).
Среди учеников Старнины Вазари выделяет Мазолино да Паникале.
Известно, что художник умер до 28 октября 1413 года: документ, датированный этим днём, касается его наследства.

## Творчество
Открытие фрагментов документированных фресок Старнины в Санта-Мария-дель-Кармине и в Эмполи дало возможность в 1970-е годы сопоставить их с произведениями безымянного «Маэстро дель Бамбино Виспо» (итал. Maestro del Bambino Vispo), массив работ которого был выявлен ещё в начале XX века. В результате была выдвинута гипотеза о тождестве Старнины и Маэстро дель Бамбино Виспо. Это предположение получило широкое (хотя и не всеобщее) признание среди историков и позволило с некоторой уверенностью приписать авторству Старины целый ряд произведений.
Из испанского периода его творчества наиболее значительным признают «Страшный суд», хранящийся ныне в Мюнхенской пинакотеке. В этой работе сочетаются характерная для валенсианской живописи иконография, позднеготичесая изысканность форм и присущее флорентийцам мастерство изображения пространства и объёмности фигур.
К флорентийскому периоду относят большой многочастный алтарь святого Лаврентия, который Старнина между 1404 и 1407 годами выполнил для часовни в Чертоза-дель-Галлуццо, близ Флоренции. В настоящее время отдельные части алтаря хранятся в различных музеях мира.
Работая в Испании, Старнина обогатил свой стиль элементами интернациональной готики, которые пришлись по вкусу и быстро распространились во Флоренции после его возвращения.
Старнина был одним из самых значительных художников своего времени во Флоренции. Об этом свидетельствует множество сохранившихся работ, созданных его последователями.

## Галерея

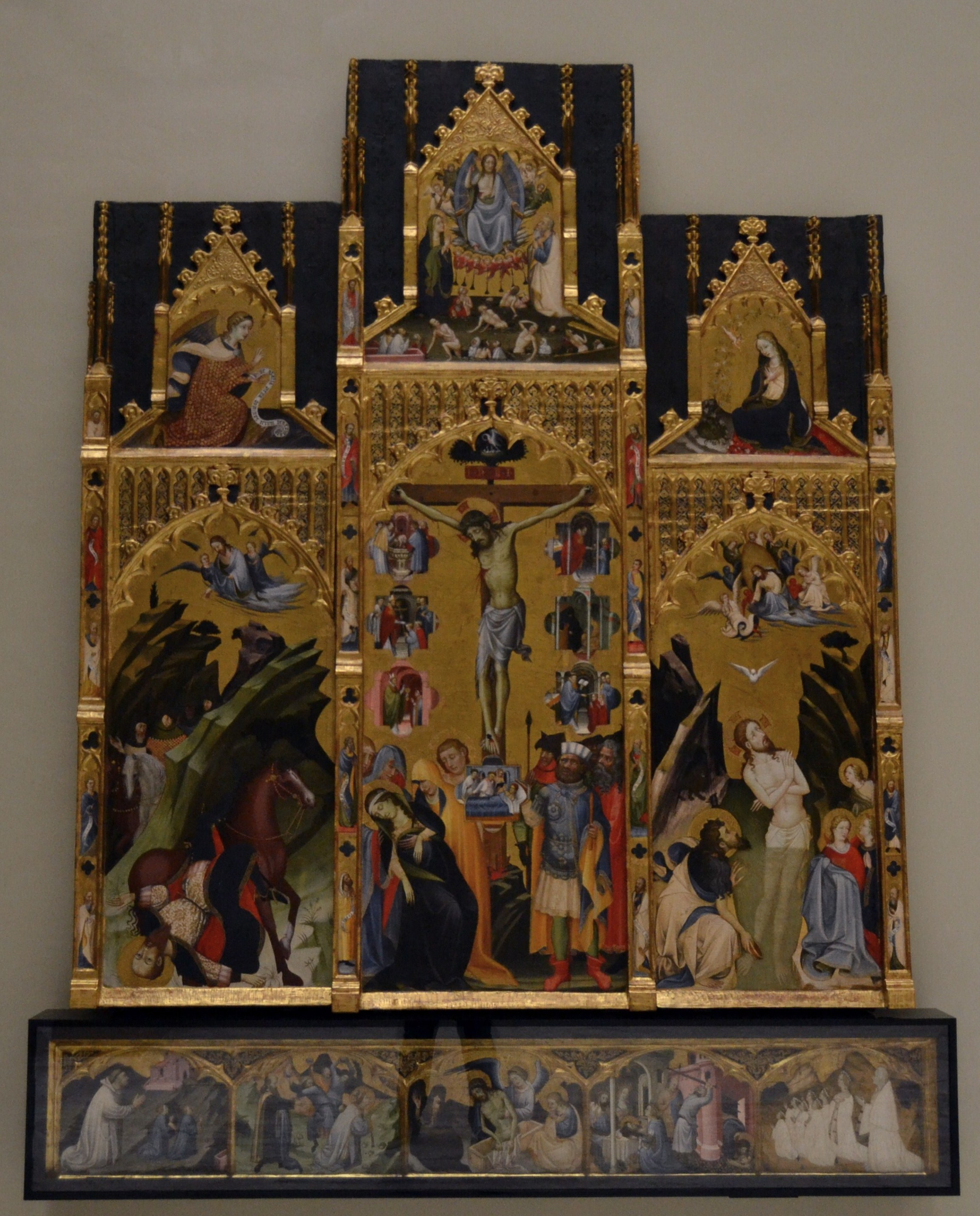
Алтарь Таинств или полиптих Фра Бонифачо Феррера.1396—1397. Темпера, золото, дерево. 249 х 189 см. Музей изящных искусств Валенсии, Испания
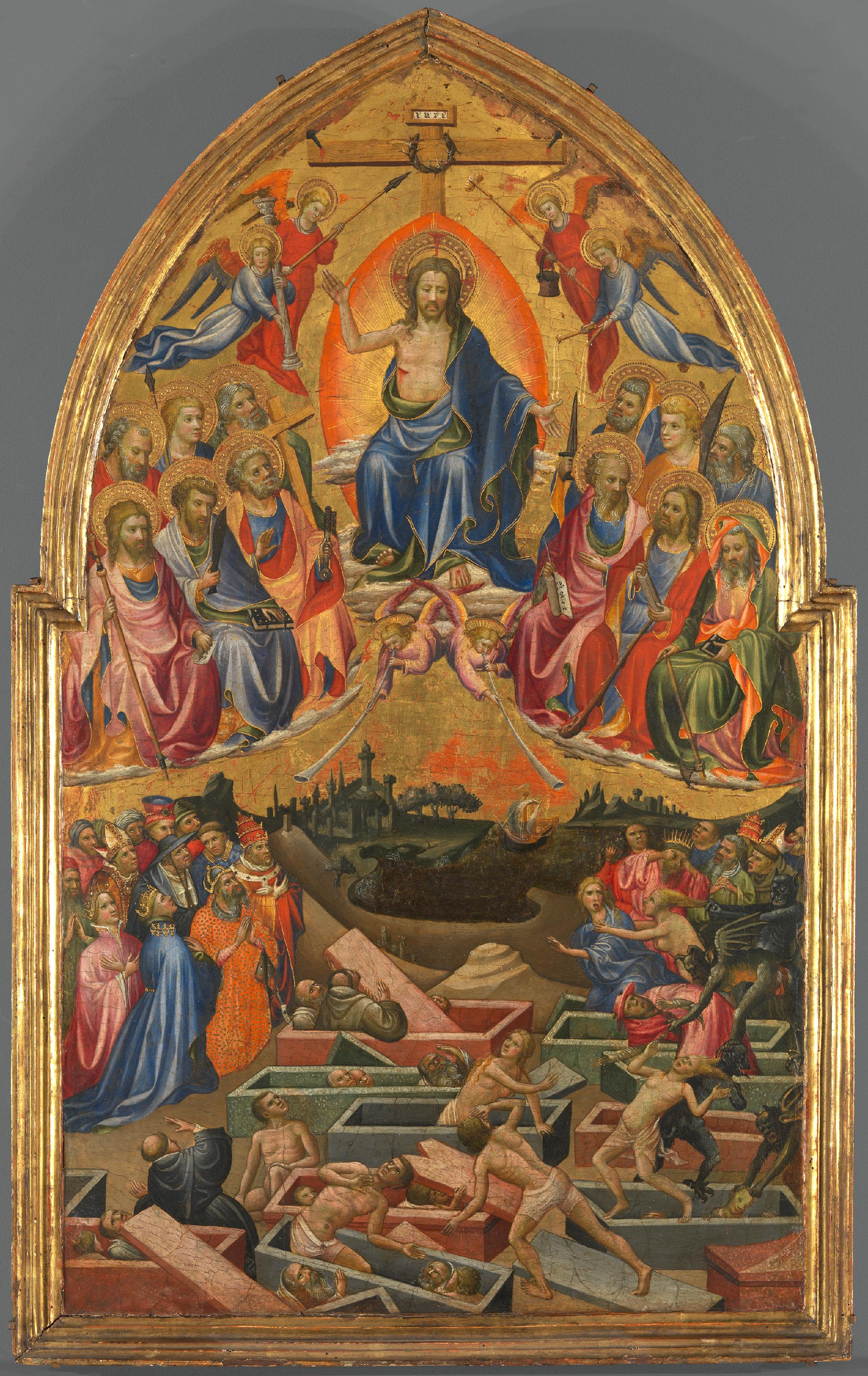
Страшный суд. 1396—1401. 95,2 x 59,3 см, Старая пинакотека, Мюнхен, Германия
Мадонна с Младенцем. Около 1400. Масло, золото, дерево. 60,4 x 41,4 см. Художественный музей Кливленда, США[14].
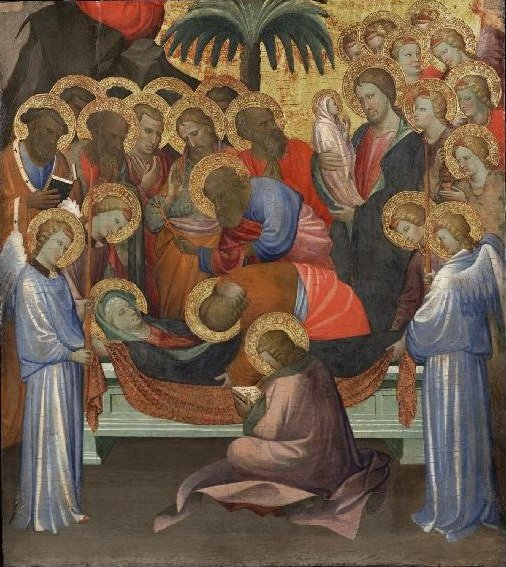
Успение Богоматери 1404—1405 или 1408. Темпера, золото, дерево. 102,7 x 90,5 см,  Художественный музей Филадельфии, США
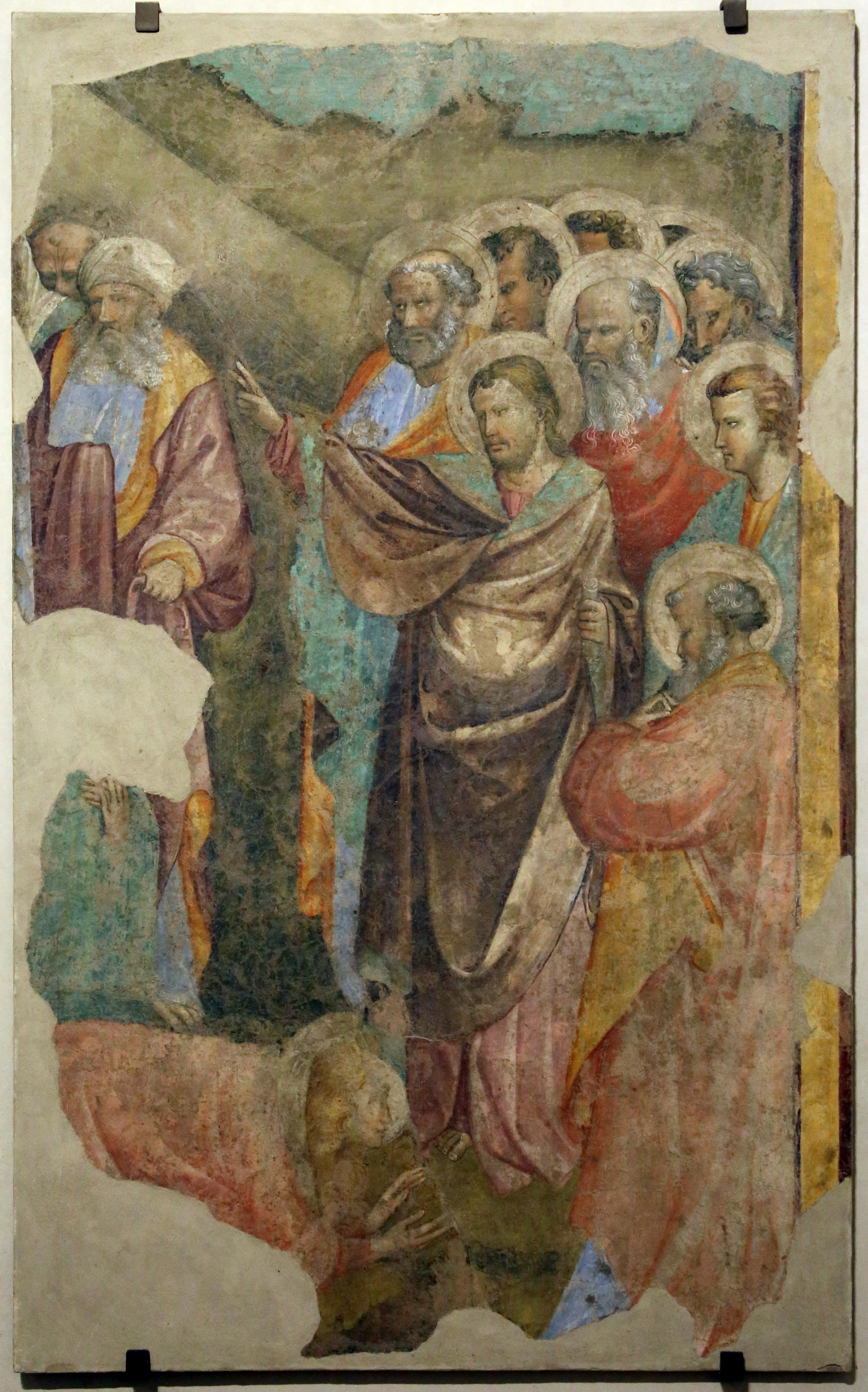
Воскрешение Лазаря. Около 1405. Фреска. 93 х 69 см. Музей произведений искусства базилики Санта-Кроче. Флоренция. Италия
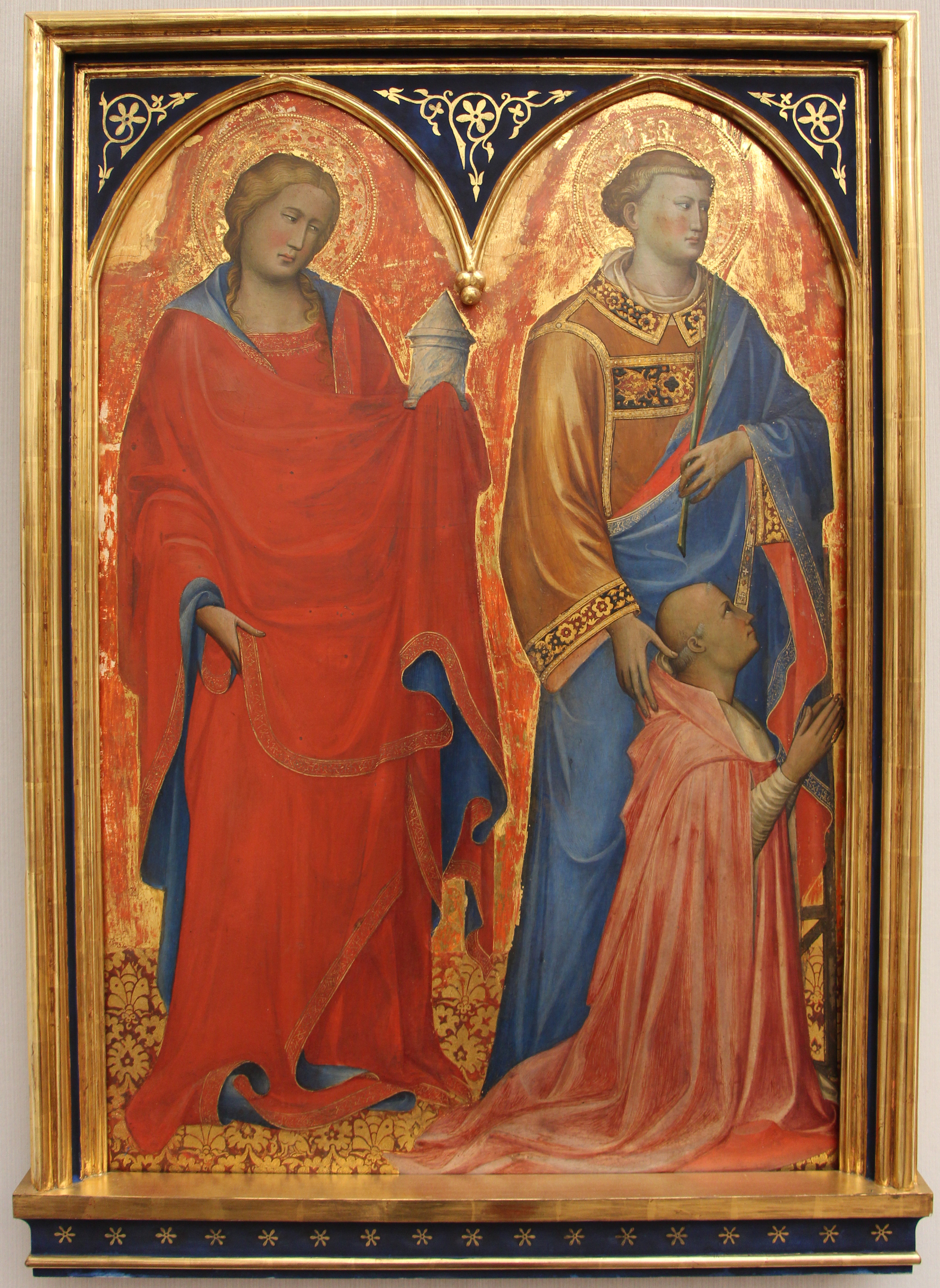
Мария Магдалина, св. Лаврентий и донатор (Анджело Аччайуоло). Часть алтаря из Чертозы-дель-Галлуццо. 1404—1407. 98 х 70 см. Берлинская картинная галерея, Германия
Святой Хью Линкольнский и святой Бенедикт Нурсийский. Часть алтаря из Чертозы-дель-Галлуццо. 1404—1407. Темпера, золото, дерево.100 х 71 см. Национальный музей Швеции, Стокгольм[18].
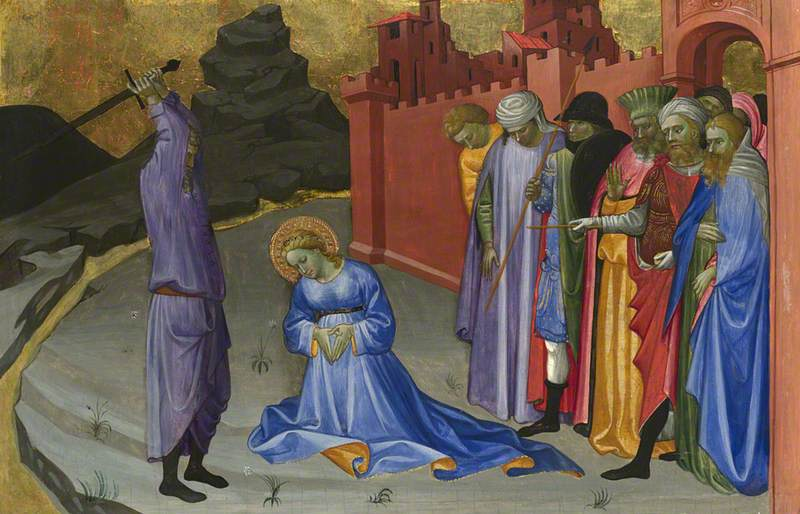
Усекновение главы святой Маргариты. Около 1409. Темпера, дерево. 42,3 × 65,2 см. Лондонская национальная галерея, Великобритания